# Kinder- und Jugendbuchpreis der Stadt Wien
Der Kinder- und Jugendbuchpreis der Stadt Wien ist ein Literaturpreis der Stadt Wien.

## Geschichte
Der Preis wurde 1954 als Jugendbuchpreis der Stadt Wien begonnen und 1960 mit dem Kinderbuchpreis der Stadt Wien ergänzt. Später wurde bei den Preisträgern nicht mehr zwischen Kinderbuchpreis und Jugendbuchpreis unterschieden. Der Preis wurde später mit dem Illustrationspreis der Stadt Wien ergänzt.

## Preisträger
- 1954
  - Jugendbuch: Karl Bruckner für Giovanna und der Sumpf; Verlag Jungbrunnen
- 1957
  - Jugendbuch: Johannes Grüger
- 1958
  - Jugendbuch: Helga Pohl
- 1963
  - Kinderbuch: Vera Ferra-Mikura für Unsere drei Stanisläuse; Verlag Jungbrunnen
  - Jugendbuch: Fritz Habeck für Der einäugige Reiter
- 1965 
  - Kinderbuch: Mira Lobe für Die Omama im Apfelbaum, Verlag Jungbrunnen; und Marlen Haushofer für Brav sein ist schwer
  - Jugendbuch: Mira Lobe für Meister Thomas in St. Wolfgang
  - Illustration: Helga Demmer für die Bilder zu dem Buch von Elly Demmer Was kribbelt und krabbelt und leuchtet und blüht
- 1967
  - Kinderbuch: Marlen Haushofer für Müssen Tiere draußen bleiben?
- 1968
  - Kinderbuch: Käthe Recheis
- 1971
  - Käthe Recheis
  - Jugendbuch: Walter Weiss
- 1972
  - Kinderbuch: Walter Wippersberg für Schlafen auf dem Wind
- 1975 
  - Kinderbuch: Walter Wippersberg für Augenzeugen
- 1976
  - Kinderbuch: Käthe Recheis
- 1979
  - Kinderbuch: Käthe Recheis
- 1982
  - Kinderbuch: Hiltraud Olbrich für Eins zu null für Bert
- 1983[1]
  - Kinderbuch: Vera Ferra-Mikura für Die Oma gibt dem Meer die Hand
  - Jugendbuch: Lene Mayer-Skumanz für Der Bernsteinmond und Käthe Recheis für Der weiße Wolf
- 1986
  - Kinderbuch: Walter Wippersberg für Schlechte Zeiten für Gespenster

- 1988
  - Kinderbuch: Rosmarie Thüminger für Zehn Tage im Winter

- 1990
  - Kinderbuch: Gerald Jatzek für Dina und der Zauberzwerg
- 1991
  - Kinderbuch: Käthe Recheis für Sechs Eulen und sechs Mäuse
- 1992
  - Kinderbuch: Jutta Treiber für Das Dazwischenkind
- 1993
  - Kinderbuch: Georg Bydlinski und Renate Welsh für Das Haus in den Bäumen
- 1995
  - Jugendbuch: Jutta Treiber
- 1998
  - Maria Blazejovsky für Das Königsspiel; Verlag Jungbrunnen
  - Heinz Janisch / Linda Wolfsgruber für Die Prinzessin auf dem Kürbis
  - Monika Pelz für True Stories
  - Illustrationspreis: Birgit Antoni für Alles in Butter, liebe Mutter!; Dachs Verlag
- 1999
  - Monika Pelz für Lissi im Wunderland; Verlag Jungbrunnen.
  - Heinz Janisch für Ich schenk dir einen Ton aus meinem Saxofon; Verlag Jungbrunnen
  - Martin Auer / Linda Wolfsgruber für Warum der Hase lange Ohren hat
  - Illustrationspreis: Friederike Wagner für Ein verrückter Tag; NÖ Pressehaus
- 2000
  - Renate Welsh für Besuch aus der Vergangenheit
  - Gerald Jatzek, Christiane Holler, Franz Severin Berger, Heinz Rudolf Unger, Otto Martin, Christoph Mauz, Cornelia Buchinger für Von Gutenberg zum World Wide Web
  - Renate Habinger für Es war einmal von A bis Zett, mit Bildern von Linda Wolfsgruber
  - Illustrationspreis: Helga Bansch für Zack bumm!; Verlag Jungbrunnen
- 2001
  - Martin Auer / Linda Wolfsgruber für Prinzessin Rotznase
  - Heinz Janisch / Helga Bansch für Es gibt so Tage...; Verlag Jungbrunnen
  - Willy Puchner für Tagebuch der Natur
  - Illustrationspreis: Moidi Kretschmann für Clara; NÖ Pressehaus
- 2002
  - Margit Böck, Alexander Danner, Beate Firlinger, Assimina Gouma, Christiane Holler, Franz Josef Huainigg, Gerald Jatzek, Heinz Wagner für Abenteuer Journalismus
  - Martin Auer / Linda Wolfsgruber für Von den wilden Frauen
  - Monika Pelz für Peg, Li und Su haben sich verabschiedet
  - Illustrationspreis: Birgitta Heiskel für Rosie in New York; NÖ Pressehaus
- 2003
  - Lilly Axster / Christine Aebi für Wenn ich groß bin, will ich fraulenzen
  - Heinz Janisch / Selda Marlin Soganci für Schenk mir Flügel...
  - Renate Welsh für Dieda oder Das fremde Kind
  - Illustrationspreis: Sibylle Vogel für Hugo allein daheim; Picus Verlag
- 2004
  - Heinz Janisch für Ein ganz gewöhnlicher Montag
  - Angelika Kaufmann für Ich und du, du und ich
  - Thomas Hamann für Wir sind keine Mäuse
  - Illustrationspreis: Heide Stöllinger für Schnell, Rudi, schnell!; Picus Verlag
- 2005
  - Heinz Janisch / Selda Marlin Soganci für Herr Jemineh hat Glück
  - Rachel van Kooij für Der Kajütenjunge des Apothekers; Verlag Jungbrunnen
  - Ursula Poznanski / Sybille Hein für Die allerbeste Prinzessin
  - Illustrationspreis: Renate Habinger für Unser König trug nie eine Krone von Gerda Anger-Schmidt / Renate Habinger; NP Buchverlag
- 2006 
  - Herbert Lachmayer (Herausgeber), Barbara Mungenast (Konzeption und Grafik), Sigrid Laube (Text) und Nadia Budde (Illustration) für Wolfgang Amadé Mozart. Ein ganz normales Wunderkind
  - Heinz Janisch / Linda Wolfsgruber für Heute will ich langsam sein; Verlag Jungbrunnen
  - Elke Krasny (Text), Sybille Hein (Illustration), Moidi Kretschmann (Illustration) und Ulli Faber (Grafische Gestaltung) für Warum ist das Licht so schnell hell? Eine Reise durch die Welt des Lichts
  - Illustrationspreis: Helga Bansch für Ein Haus am Meer von Heinz Janisch / Helga Bansch; Verlag Jungbrunnen
- 2007
  - Astrid Walenta / Maria Hubinger für Ferdinand der Affe
  - Gudrun Sulzenbacher für Vom Büchermachen
  - Gerda Anger-Schmidt / Renate Habinger für Muss man Miezen siezen
  - Illustrationspreis: Linda Wolfsgruber für Das Meer ist riesengroß von Inge Fasan / Linda Wolfsgruber; Bibliothek der Provinz
- 2008
  - Lilly Axster / Christine Aebi für Alles gut
  - Gerda Anger-Schmidt / Angelika Kaufmann für Wenn ich einmal groß bin, sagt das Kind
  - Heinz Janisch / Helga Bansch für Frau Friedrich; Verlag Jungbrunnen
  - Illustrationspreis: Anka Luger für Oskars Geburtstagshund; Picus Verlag
- 2009
  - Lizzy Hollatko / Doroteya Petrova für Dort wartet schon mein Freund
  - Verein Ute Bock für Passage ins Paradies
  - Michael Stavaric / Renate Habinger für Mein Bienen- und Blümchenbuch
  - Illustrationspreis: Dorothee Schwab für Ein Waldwicht fliegt in den Oman von Melanie Laibl / Dorothee Schwab; kookbooks
- 2010
  - Gerda Anger-Schmidt / Renate Habinger für Das Buch gegen das kein Kraut gewachsen ist
  - Heinz Janisch / Linda Wolfsgruber für Wie war das am Anfang
  - Michael Stavaric / Dorothee Schwab für Die kleine Sensenfrau
  - Illustrationspreis: Michael Roher für Fridolin Franse frisiert; Picus Verlag
- 2011
  - Heinz Janisch / Helga Bansch für Die Brücke; Verlag Jungbrunnen
  - Elisabeth Schawerda / Helga Bansch für Das Geheimnis ist blau
  - Kathrin Steinberger für Die Brüder von Solferino; Verlag Jungbrunnen
  - Illustrationspreis: Robert Göschl für Die Geschichte vom Zyphius; Luftschacht Verlag
- 2012
  - Helga Bansch für Die schöne Meerjungfrau
  - Jens Rassmus für Rosa und der Bleistift
  - Michael Roher für Zugvögel
  - Illustrationspreis: Willy Puchner für Willy Puchners Welt der Farben; Nilpferd in Residenz
- 2013
  - Michael Roher für Oma, Huhn und Kümmelfritz; Jungbrunnen Verlag
  - Helga Bansch für In der Nacht…; Wiener Dom Verlag
  - Sarah Michaela Orlovsky für Tomaten mögen keinen Regen; Wiener Dom Verlag
  - Illustrationspreis: Monika Maslowska für Das Sonntagskind; OBELISK Verlag
- 2014
  - László Varvasovszky für Und als ich grub, fand ich die Zeit; Verlag Bibliothek der Provinz
  - Renate Habinger / Verena Ballhaus für Kritzl&Klecks; Residenz Verlag
  - Lizzy Hollatko für Der Sandengel; Jungbrunnen Verlag
  - Illustrationspreis: Linda Wolfsgruber für Arche; Dom Verlag/Tyrolia
- 2015
  - Thomas Rosenlöcher / Verena Hochleitner für Das Gänseblümchen, die Katze & der Zaun; Tyrolia Verlag
  - Sarah Michaela Orlovsky für Geschichten von Jana; Tyrolia Verlag
  - Renate Habinger für Aus 1 mach viel! Vom Samenkorn zum Festtagsschmaus; Nilpferd im G&G Verlag
  - Illustrationspreis: Helga Bansch für Die Raben Rosa; Jungbrunnen Verlag
- 2016
  - Willy Puchner für Unterwegs, mein Schatz!; Nilpferd im G&G Verlag
  - Barbara Schinko für Schneeflockensommer; Tyrolia Verlag
  - Elisabeth Steinkellner / Michaela Weiss (Illustration) für Die Nacht, der Falter und ich; Tyrolia Verlag
  - Illustrationspreis: Michael Roher für Sorriso; Luftschacht Verlag
  - Würdigungspreis: Mondschein hin, Mondschein her von Adelheid Dahimène
- 2017
  - Elisabeth Steinkellner und Michael Roher für Die Kürbiskatze kocht Kirschkompott; Tyrolia Verlag
  - Lizzy Hollatko für Der Sommer der kleinen Manto; Jungbrunnen Verlag
  - Saskia Hula und Aljoscha Blau für Die 7 Leben meiner Katze; G&G Verlag
- 2018
  - Sarah Michaela Orlovsky und Ulrike Möltgen für ich#wasimmerdasauchheißenmag; Tyrolia Verlag
  - Lilly Axster für Die Stadt war nie wach; Zaglossus Verlag
  - Michael Roher für Tintenblaue Kreise; Luftschacht Verlag
- 2019
  - Lilly Axster, Christine Aebi, Henrie Dennis und Jaray Fofana für Ein bisschen wie du/A little like you[2]
  - Elisabeth Steinkellner und Michael Roher für Vom Flaniern und Weltspaziern. Reime und Sprachspiele
  - Melanie Laibl und Lili Richter für So ein Mist. Von Müll, Abfall & Co
  - Illustrationspreis: Renate Habinger für Nicht schon wieder
- undatiert
  - Kinderbuch: Franz Sales Sklenitzka, Christine Nöstlinger für Sowieso und überhaupt, Christine Nöstlinger für Der geheime Großvater, Lene Mayer-Skumanz für Das Lügennetz,
  - Illustration: Susanne Wechdorn für Wenn Jakob unterm Kirschbaum sitzt, Susanne Riha, Helmut Kollars für Es war einmal ein Zauberer ganz allein

- 2024:[3]
  - Andrea Grill und Sandra Neuditschko für Bio-Diversi-Was? Reise in die fantastische Welt der Artenvielfalt
  - Kathrin Steinberger für Der Rosengarten. Rosa, der Krieg und das Niemandsland
  - Michael Hammerschmid und Barbara Hoffmann für was keiner kapiert
  - Illustrationspreis: Linda Wolfsgruber für sieben. die schöpfung